# Pablo Bengoechea
Pablo Javier Bengoechea Dutra (ur. 27 czerwca 1965 w Riverze) – piłkarz urugwajski noszący przydomek el profesor, pomocnik. Wzrost 174 cm, waga 73 kg. Był kapitanem klubu CA Peñarol oraz reprezentacji Urugwaju. Słynął ze znakomitej techniki. Później trener.

## Kariera
Urodzony w mieście Rivera Bengoechea swoje pierwsze kroki stawiał w miejscowym klubie Oriental Atlético Club. Od 1985 grał w klubie Montevideo Wanderers, którego barwy reprezentował w turnieju Copa América 1987. Urugwaj obronił tytuł mistrza Ameryki Południowej, a Bengoechea zagrał w obu meczach - w półfinałowym z Argentyną oraz w finałowym z Chile. Właśnie w finale zdobył jedynego gola, który przesądził o triumfie Urugwaju. Po kontynentalnych mistrzostwach przeniósł się do Hiszpanii, by grać w Sevilli.
Jako piłkarz klubu Sevilla wziął udział w turnieju Copa América 1989, gdzie Urugwaj zdobył tytuł wicemistrza Ameryki Południowej. Bengoechea zagrał w trzech meczach grupowych – z Ekwadorem, Boliwią (w 13 minucie otrzymał czerwoną kartkę) i Argentyną. Rok później wziął udział w finałach mistrzostw świata w 1990 roku, gdzie Urugwaj dotarł do 1/8 finału. Bengoechea zagrał tylko w meczu z Belgią, w którym strzelił dla Urugwaju honorową bramkę.
W 1992 grał w argentyńskim klubie Gimnasia y Esgrima La Plata, by w 1993 przenieść się do drużyny CA Peñarol.
Jako gracz Peñarolu wziął udział w turnieju Copa América 1995, gdzie Urugwaj zdobył mistrzostwo Ameryki Południowej. Bengoechea zagrał w trzech meczach – dwóch grupowych z Wenezuelą i Meksykiem oraz w drugiej połowie finałowego meczu z Brazylią. W finale zdobył wyrównującą bramkę, która doprowadziła do rzutów karnych. W konkursie rzutów karnych Bengoechea także przyczynił się do ostatecznego zwycięstwa, skutecznie egzekwując jedenastkę.
Bengoechea szczególnie wiele sukcesów odniósł grając w Peñarolu, z którym pięć razy z rzędu zdobył tytuł mistrza Urugwaju - w 1993, 1994, 1995, 1996 i 1997. Zdobył mistrzostwo także w 1999 i 2003. W 2003 Bengoechea zakończył karierę piłkarską. Zaliczany jest do najwybitniejszych graczy w historii klubu Peñarol, w którym dorobił się przydomku el profesor. Był piłkarzem dynamicznym i ofensywnym.
W Copa Libertadores, grając w barwach klubów Wanderers i Peñarol, rozegrał łącznie 56 meczów i zdobył 17 bramek, nigdy jednak nie zdołał dotrzeć wyżej, niż do ćwierćfinału.
Bengoechea od 2 lutego 1986 do 12 października 1997 rozegrał w reprezentacji Urugwaju 43 mecze i zdobył 6 bramek.
W sezonie 2007/08 jego przyjaciel Sergio Markarián został trenerem klubu Cruz Azul, z którym zdobył Primera División de México. Bengoechea został członkiem sztabu szkoleniowego tego klubu.